# جانيت ماكبرايد
جانيت ماكبرايد (بالإنجليزية: Janette McBride)‏ هي ممثلة أسترالية، ولدت في 6 نوفمبر 1983 في كوينزلاند في أستراليا.

## وصلات خارجية
- جانيت ماكبرايد على موقع IMDb (الإنجليزية)
- جانيت ماكبرايد على موقع قاعدة بيانات الفيلم (الإنجليزية)